# آشا ساچدو
آشا ساچدِو (انگلیسی: Asha Sachdev) هنرپیشه اهل هند است.
وی همچنین برندهٔ جوایزی همچون جایزه فیلم‌فیر شده‌است.
از فیلم‌هایی که وی در آن نقش داشته‌است می‌توان به نمی‌دانم چرا، ناخدا، ازدواج، دانه و آب و جدایی اشاره کرد.